# Cratere Peacock
Peacock è un cratere sulla superficie di 243 Ida.